# Marguerite Clark
Pour les articles homonymes, voir Clark.
Marguerite Clark (née le 22 février 1883 à Avondale, dans l'Ohio) et morte d'une pneumonie le 25 septembre 1940 à New York, est une actrice américaine de la période du cinéma muet.

## Filmographie
- 1914 : Petite Folle (Wildflower) de Allan Dwan : Letty Roberts
- 1914 : The Crucible (en) : Jean
- 1915 : The Goose Girl : Gretchen
- 1915 : Gretna Green : Dolly Erskine
- 1915 : The Pretty Sister of Jose : Pepita
- 1915 : The Seven Sisters : Mici
- 1915 : Helene of the North : Helene Dearing
- 1915 : Still Waters : Nesta
- 1915 : The Prince and the Pauper : Prince Edward / Tom Canty
- 1916 : Mice and Men : Peggy
- 1916 : Out of the Drifts : Elise
- 1916 : Molly Make-Believe : Molly
- 1916 : Silks and Satins : Felicite
- 1916 : Little Lady Eileen : Eileen Kavanaugh
- 1916 : Miss George Washington : Bernice Somers
- 1916 : Snow White : Snow White
- 1917 : The Fortunes of Fifi : Fifi
- 1917 : The Valentine Girl : Marion Morgan
- 1917 : The Amazons : Lord Tommy
- 1917 : Bab's Diary de J. Searle Dawley : Bab Archibald
- 1917 : Bab's Burglar de J. Searle Dawley : Bab Archibald
- 1917 : Bab's Matinee Idol de J. Searle Dawley : Bab Archibald
- 1917 : The Seven Swans : Princess Tweedledee
- 1918 : Rich Man, Poor Man : Betty Wynne
- 1918 : Prunella, de Maurice Tourneur: Prunella
- 1918 : La Case de l'oncle Tom (Uncle Tom's Cabin) de J. Searle Dawley : Little Eva St. Clair/Topsy
- 1918 : Out of a Clear Sky : Comtesse Celeste de Bersek et Krymm
- 1918 : The Biggest and the Littlest Lady in the World : The Little Lady
- 1918 : Little Miss Hoover : Ann Craddock
- 1919 : Mrs. Wiggs of the Cabbage Patch (en) d'Hugh Ford : Lovey Mary
- 1919 : Three Men and a Girl : Sylvia Weston
- 1919 : Let's Elope : Eloise Farrington
- 1919 : Come Out of the Kitchen : Claudia Daingerfield
- 1919 : Girls de Walter Edwards : Pamela Gordon
- 1919 : Veuve par procuration (Widow by Proxy) de Walter Edwards : Gloria Grey
- 1919 : Restez, mademoiselle ! (en) (Luck in Pawn) de Walter Edwards : Annabel Lee
- 1919 : Les Deux Mères (A Girl Named Mary) de Walter Edwards : Mary Healey
- 1920 : Marions Maman (All of A Sudden Peggy) de Walter Edwards : Peggy O'Hara
- 1920 : Daisy mariée (Easy to Get) de Walter Edwards : Molly Morehouse
- 1921 : Scrambled Wives  : Miss Mary Lucille Smith

## Galerie

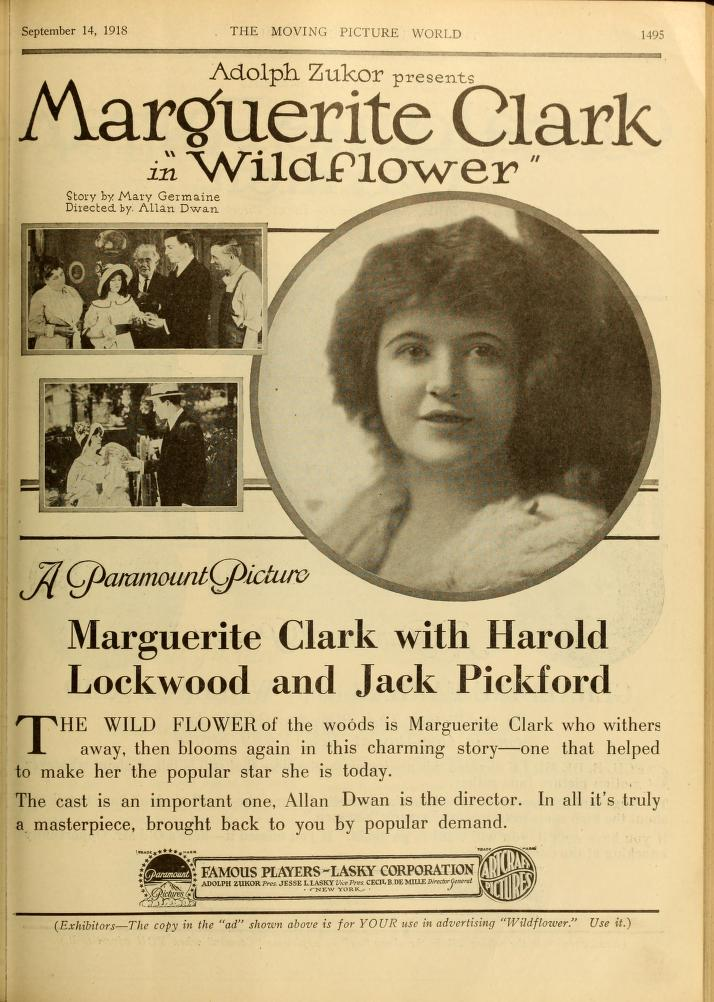
Wildflower (1914)
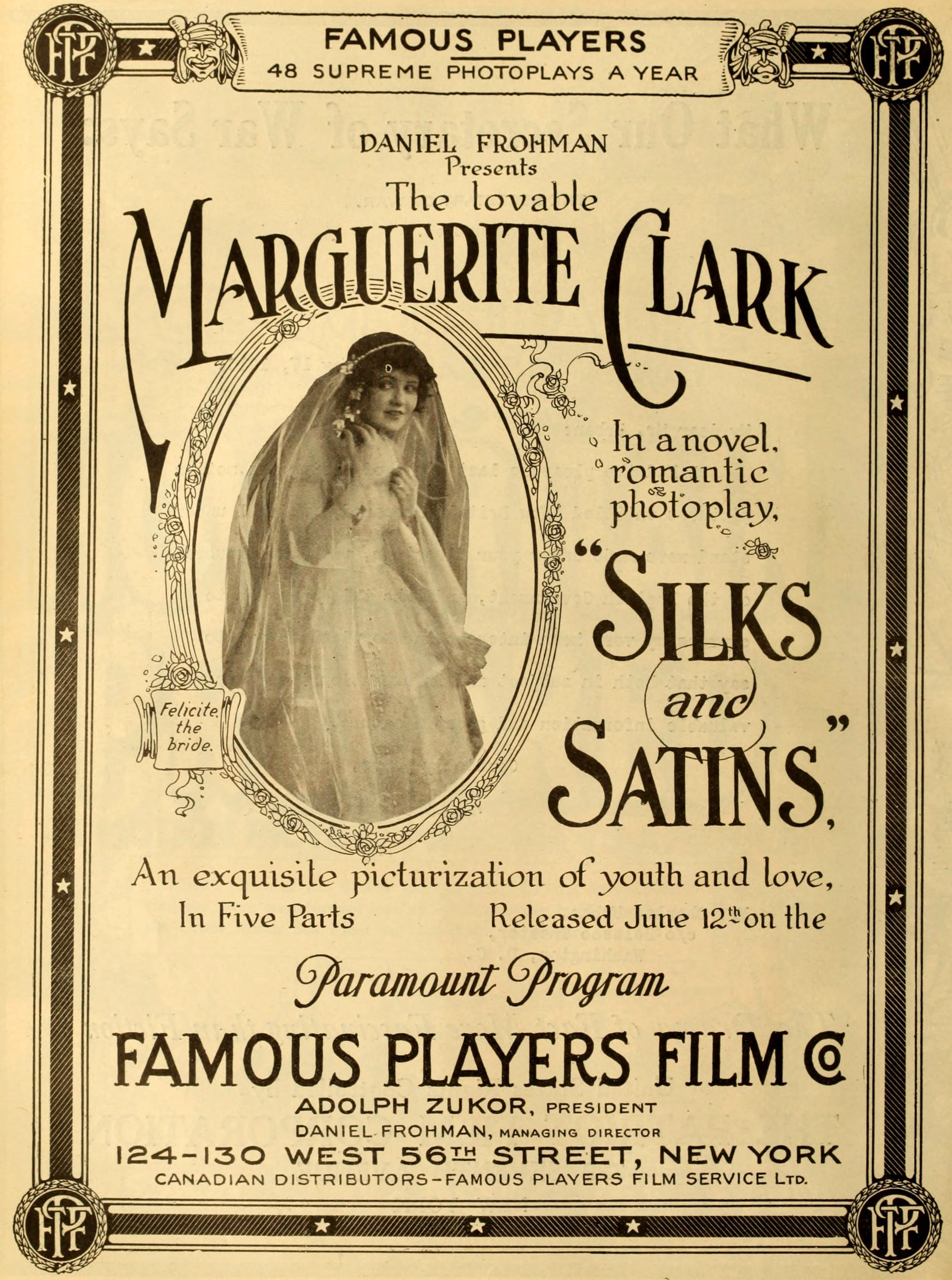
Silks and Satins (1916)
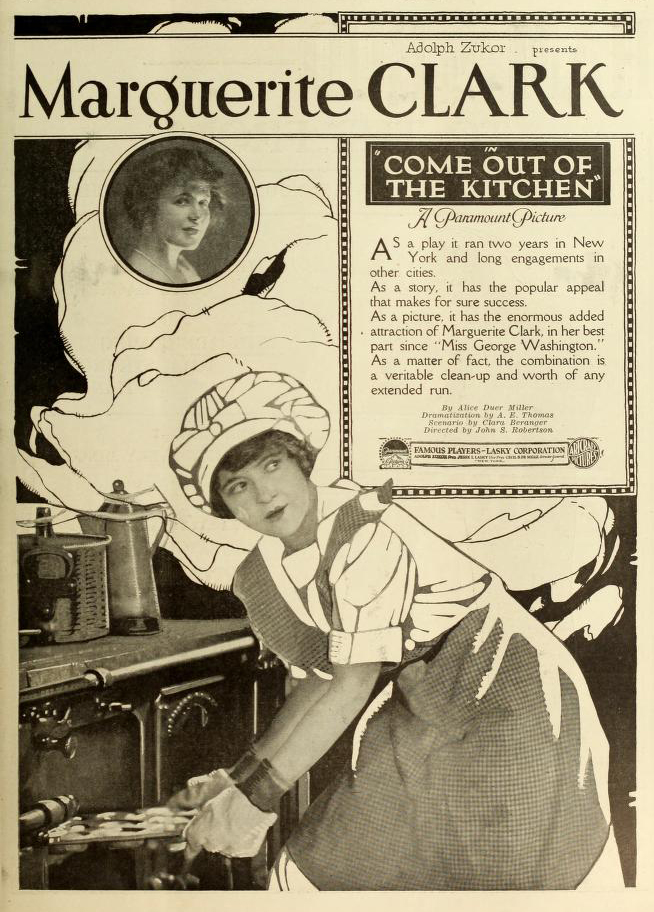
Come Out of the Kitchen (1919)